# 乾嘉學派
乾嘉学派，又稱乾嘉之學，是清代的一个学术流派，以对于中国古代社会历史各个方面的考据而著称。由于学派在乾隆、嘉庆两朝达到鼎盛，故得名。
学派的主要创始人是明末清初的大儒顾炎武，其后的主要代表人物有阎若璩、钱大昕、段玉裁、王念孙、王引之等。乾嘉学者搜集钩沉，辑佚许多亡佚的文献典籍，例如马国翰的《玉函山房辑佚书》，辑出经部432种，史部8种，子部152种。

## 沿革與成就
明代有知識份子如雲南姚安知府李贄，他在《藏書》、《續藏書》、《焚書》、《續焚書》等著作中，直接批判帝王的專制禮教的害人，最終被以「敢倡亂道惑世汙民」殺害獄中。清朝初期，民主啟蒙思想洶湧澎湃，出現了王夫之、顧炎武、黃宗羲等思想家。他們著書立說從不同角度批判君主專制，如王夫之說：「天下非一人之天下」。黃宗羲說：「為天下之大害者，君而已矣」，在《明夷待訪錄》中提出改革措施，指出企圖依靠專制統治者來實現理想社會的道路行不通。顧炎武則號「召天下人管天下事」，指出「天下興亡， 匹夫有責。」
乾嘉学派研究的对象上至天文地理，下至各朝规章制度的细节。梁啟超指出：“考證古典之學，半由‘文網太密’所逼成。”乾嘉學者們進行考據的原因，出於對指導現實的經書真偽的懷疑。據《清史稿 儒林傳》記載，乾嘉學派的成員們都從幼小即以聰慧聞名鄉里，少年有成而後成為社會精英。他們不懼世俗和權威，不貪圖功名利祿。
自幼年讀《尚書》、抱著追根問底的目標考經的清初學者閻若璩在康熙年間發表《古文尚書疏證》，集他30年考據的結果，書中羅列128條證據證明通行本的《尚書》是晉朝偽作，揭開了「千年一大疑案」，震驚朝野，打開了禁錮學子們的思想。
清代經學家惠周惕開啟了惠氏家學，祖孫三代人專事考經，著書頗多影響很大，形成了吳派體系，由於考經迎合了社會需要，所以「相與呼應洶湧如潮然」。據經學家江藩著《漢學師承記》所載，清道光以前的漢學家們，著書不沾一點宋學味的有57人，著書80部731卷，對《易》、《書》、《詩》、《禮》、《春秋》、《論語》、《爾雅》諸經進行了權威性的考訂。即吳派之後興起了徽派，徽派把考訂的標準推到了先秦，並且不縱一家之言，糾正舊疏舊注乃至文中的訛誤。其代表人物之一王引之個概括了考經的目的和意義：「凡古儒所誤解者，無不旁證曲喻，而得其本意所在，使古聖賢見之必解頤曰：吾言固若是！數千年誤解之，今得明矣。」對此當時的理學醇儒方東樹評價：「高郵王氏（王引之）《經義述聞》，實令鄭、朱俯首。漢唐以來未有其比。」
到了学派发展的後期，其研究的话题基本已经与当时的社会现实脱节，为考证而考证，餖飣繁瑣。當時的傑出之士，亦以之为忧。例如：魏源指出乾隆以後的士大夫只知“争治诂训音声，瓜剖釽析”，“锢天下聪明智慧使尽出于无用之一途”。嘉庆元年，焦循亦指出：“近时数十年来，江南千余里中，虽幼学鄙儒，无不知有许、郑者。所患习为虚声，不能深造而有得。”。焦循還致书刘台拱，说：“盖古学未兴，道在存其学，古学大兴，道在求其通。前之弊患乎不学，後之弊患乎不思。证之以实而运之於虚，庶几学经之道也。”。嘉庆十九年九月，段玉裁致书陈寿祺，认为：“今日大病，在弃洛、闽、关中之学不讲，谓之庸腐，而立身苟简，气节败，政事芜。天下皆君子而无真君子，未必非表率之过也。”喟叹：“专言汉学，不治宋学，乃真人心世道之忧。”

## 評價
乾嘉百余年间大批饱学之士刻苦钻研中国传统文化，“繁称千言，始晓一形一声之故”，学派对于研究、总结、保存传统典籍起到了积极的作用。
現代有學者評論，學術界、思想界衝開了兩千年的束縛得到了解放。動搖了理學神聖不可手指的至高無上的統治地位，乾嘉學派開闢了理學自身瓦解的道路。乾嘉學者們首先對聖賢之書發難，不能不稱讚他們的勇氣和堅持真理的膽量。 
乾嘉学派的治学内容是以儒家经典为中心，並认为儒家典籍越古越真，吴派学者惠栋抱着“凡古必真，凡汉皆好”的态度，《四库全書總目提要》批评他“其长在古，其短亦在于泥古”。王引之批评惠栋“见异于今者则从之，大都不论是非”。方东树的《汉学商兑》多指责清代汉学家“离经叛道”，是“几千年未有之异端邪说”，如“鸩酒毒脯，烈肠洞胃”。
中國社會科學院歷史學研究員王冬芳質疑「乾嘉學派的歷史現象是由於清政府所實施的文字獄所造成的，逼迫學者們回避社會現實鑽進故紙堆」的觀點，他說：「乾嘉學派的成員都是當時的精英，他們高官厚祿名利全有；他們家財寬厚不必自尋苦役；他們的著作也不是陳詞老調無用文章，而是語出驚人篇篇精彩；他們並沒有為當朝統治者唱讚歌卻得到皇帝讚歎；他們的精神世界並不空虛而是語出驚人言辭鏗鏘；他們並沒有頹廢，而是與正統的理學碩儒們進行著針鋒相對的辯爭；他們不是無事可做，而是官居要位不懼辛苦不畏辯爭；他們用畢生乃至兩代及三代人集全家人致力於此。」他亦引用英國哲學家伯特蘭·羅素的著作《西方哲學史》來比較義大利文藝復興與乾嘉學派的相似性：「文藝復興不是民眾的運動，是少數學者和藝術家的運動……從教會裏得到解放的最初結果，並不是使人們的思考合乎理智，倒是讓人們對古代樣樣荒誕無稽的東西廣開心竅。」「然而最初他們並不是在現實世界裏，卻在故紙堆中尋求這種東西。 」。